# 上一色中橋
上一色中橋（かみいっしきなかはし）は新中川に架かる橋のひとつで、東岸の江戸川区西小岩一丁目と西岸の上一色三丁目を結ぶ。

## 歴史
新中川掘削工事に伴い、1956年（昭和31年）に架橋された。1970年（昭和45年）人道橋が設置された。

## 現橋の諸元
- 形式 – 単純箱桁橋
- 支間数 – 9
- 橋長 – 119.4 m[1]
- 幅員 – 7.5 m（車道：4.5 m　歩道：1.5 m×2）

## 現況
橋の老朽化が進む中で、度重なる補修や耐震補強が施されているが、強度の関係や周辺道路が狭いため大型車は通行できない。
また、交通量の増大や歩・車道の幅員が狭いため通行の支障ともなっている。
下記整備計画により架け替え工事中であり、旧橋は撤去され仮人道橋が設置されている。(2009年5月現在)

## 整備計画
- 2006年（平成18年）江戸川区の新中川橋梁整備計画により、架け替え工事へ向けての調査・設計に入る。
- 2007年（平成19年度）詳細設計
- 2008年（平成20年度）工事着手：着手後に仮人道橋の設置と旧橋の撤去が行なわれる。
- 2012年（平成24年度）完成

## 整備方針
「潤いとやすらぎ」をテーマに既成市街地の雑踏から抜け出す、オアシス空間に相応しい整備を行われる。
また、馴染みやすく肌触りのよい、水辺のアクセス空間としての整備も行なわれる。

## デザイン・景観
潤いややすらぎを与え、街の文化性を高め、隣接するトラス橋（JR総武本線中川放水路橋梁）を意識し、曲線をモチーフに彫刻のあるギャラリー橋として演出される。

## 整備される橋の概略
- 形式 – 鋼3径間連続箱桁橋
- 橋長 – 117.0 m
- 幅員 – 15.0 m（車道：7.0 m　歩道：4.0 m×2）
- 最大支間長 –
- 着工 – 2008年（平成20年）
- 完成 – 2012年（平成24年）
- 事業主体 – 江戸川区
- 橋梁設計 – セントラルコンサルタント株式会社
- 橋桁製作･施工 –

## 周辺
- 蔵前橋通り
- 高島部屋
- 江戸川区立上一色小学校

## 隣の橋
- 新中川

（上流） - 中川放水路橋梁（新金貨物線） – 上一色橋 – 上一色中橋 – 中川放水路橋梁（総武本線） - 辰巳新橋 - （下流）